# Премія НАН України імені А. О. Дородніцина
Пре́мія і́мені Анато́лія Олексі́йовича Дородні́цина — премія, встановлена НАН України за видатні наукові роботи в галузі комп'ютерної математики та обчислювальної техніки.
Премію названо на честь радянського математика, геофізика і механіка, академіка АН СРСР і РАН Анатолія Олексійовича Дородніцина.
Премію імені А. О. Дородніцина присуджує Відділення хімії НАН України щотрироки.
Перше вручення — у 2008 році за підсумками конкурсу 2007 року.

## Лауреати премії
| Рік  | Тема | Лауреати                          | Коротко про лауреата |
| ---- | --- | --------------------------------- | --- |
| 2007 | монографія «Інформатика та комп'ютерні технології»;                                                                                       | Сергієнко Іван Васильович         | академік НАН України, директор Інституту кібернетики імені В. М. Глушкова НАН України |
| 2010 | за цикл робіт «Інформаційні технології створення високонадійних та якісних комп'ютерних систем»                                           | Журавльов Юрій Іванович           | академік РАН, заступник директора Обчислювального центру ім. А. О. Дородніцина РАН |
| 2010 | за цикл робіт «Інформаційні технології створення високонадійних та якісних комп'ютерних систем»                                           | Коваленко Ігор Миколайович        | академік НАН України, завідувач відділу Інституту кібернетики ім. В. М. Глушкова НАН України |
| 2010 | за цикл робіт «Інформаційні технології створення високонадійних та якісних комп'ютерних систем»                                           | Летичевський Олександр Адольфович | академік НАН України, завідувач відділу Інституту кібернетики ім. В. М. Глушкова НАН України |
| 2013 | за цикл робіт «Методи, алгоритми, інформаційні технології комплексного аналізу складних об'єктів»                                         | Дейнека Василь Степанович         | академік НАН України, головний науковий співробітник Інституту кібернетики імені В. М. Глушкова НАН України |
| 2013 | за цикл робіт «Методи, алгоритми, інформаційні технології комплексного аналізу складних об'єктів»                                         | Довгий Станіслав Олексійович      | член-кореспондент НАН України, директор Інституту телекомунікацій і глобального інформаційного простору НАН України |
| 2013 | за цикл робіт «Методи, алгоритми, інформаційні технології комплексного аналізу складних об'єктів»                                         | Євтушенко Юрій Гаврилович         | академік РАН, директор обчислювального центру імені А. О. Дородніцина Російської АН |
| 2016 | за цикл робіт "Методи математичного та комп'ютерного моделювання динаміки еволюційних процесів за складних та локально-нерівноважних умов | Булавацький Володимир Михайлович  | професор, доктор технічних наук, провідний науковий співробітник лабораторії методів математичного моделювання процесів екології та енергетики № 141 Інституту кібернетики імені В. М. Глушкова НАН України                                                 |
| 2016 | за цикл робіт "Методи математичного та комп'ютерного моделювання динаміки еволюційних процесів за складних та локально-нерівноважних умов | Кривонос Юрій Георгійович         | академік НАН України, професор, доктор фізико-математичних наук |
| 2016 | за цикл робіт "Методи математичного та комп'ютерного моделювання динаміки еволюційних процесів за складних та локально-нерівноважних умов | Селезов Ігор Тимофійович          | професор, доктор фізико-математичних наук, завідувач відділу гідродинаміки хвильових процесів Інституту гідромеханіки НАН України |
| 2019 | за цикл робіт «Сучасні адаптивні комп'ютерні технології розв'язання задач обчислювальної та прикладної математики»                        | Задирака Валерій Костянтинович    | академік НАН України, професор, доктор фізико-математичних наук, завідувач відділу оптимізації чисельних методів № 140 Інституту кібернетики імені В. М. Глушкова НАН України                                                                               |
| 2019 | за цикл робіт «Сучасні адаптивні комп'ютерні технології розв'язання задач обчислювальної та прикладної математики»                        | Хіміч Олександр Миколайович       | член-кореспондент НАН України, професор, доктор фізико-математичних наук, заступник директора Інституту кібернетики імені В. М. Глушкова НАН України, керівник центру колективного користування обладнанням суперкомп'ютерного комплексу «СКІТ» НАН України |